# Status quo
Status quo je obrat pocházející z latiny a znamená stávající stav. Používá se zejména v diplomacii, v případě, kdy se příměří nebo ukončení bojů spojuje s tím, že obě strany se zavazují dodržovat status quo – tj. Co kdo má, to mu zůstává. Jinou možností je status quo ante (bellum), kdy se vše navrací do stavu před válkou.
Formální podoba latinské fráze „in statu quo“ – doslovně „ve stavu, ve kterém“ – je zkrácení původní fráze „in statu quo res erant ante bellum“, která znamená „ve stavu, v němž byly věci před válkou“. Pro udržení „status quo“ by vše mělo zůstat v současném stavu.
Efekt statu quo je preference stávajícího stavu před jakoukoli změnou.